# Antiviral (film)
Ne doit pas être confondu avec Antiviral.
Pour plus de détails, voir Fiche technique et Distribution.
Antiviral est un film de science-fiction américano-canadien écrit et réalisé par Brandon Cronenberg et sorti en 2012.

## Synopsis
Dans un futur proche à Toronto, un médecin nommé Syd March travaille dans une toute nouvelle clinique proposant un service surprenant. En effet, les clients qui se rendent dans cet établissement viennent se faire injecter les maladies de leurs idoles. L'herpès, la malformation ou juste une simple grippe de la vedette en vogue rendue non contagieuse grâce à la technologie de la clinique. 
Mais Syd March n'est pas un employé comme les autres. 
Il vend sur le marché noir les maladies de sa clinique.
Un jour, il est envoyé relever la toute dernière maladie de la super-star du moment : Hannah Geist. Il sera tellement subjugué par cette dame fascinante, qu'il ne pourra s'empêcher de s'injecter lui-même la maladie, sans l'avoir analysée.
Quelques jours plus tard, Syd apprendra que la maladie de la super-star est incurable et mortelle.
Commence alors pour lui, un sombre voyage dans les bas-fonds de la ville afin de trouver un antidote. Mais le temps lui est compté.

## Fiche technique
- Titre original : Antiviral
- Titre français :
- Réalisation : Brandon Cronenberg
- Scénario : Brandon Cronenberg
- Direction artistique : Arvinder Grewal
- Décors : Mark Steel
- Costumes : Patrick Antosh
- Photographie : Karim Hussain
- Son :
- Montage : Matthew Hannam
- Musique : E.C. Woodley
- Production : Niv Fichman
- Sociétés de production : Rhombus Media
- Distribution :  Alliance Atlantis
- Budget : 3 200 000 CAD environ[1]
- Pays d’origine : États-Unis et Canada
- Langue originale : anglais
- Format : Couleur (Technicolor) - 1,85:1 - 35 mm
- Genre : Film de science-fiction d'horreur
- Durée : 110 minutes
- Dates de sortie :
  -  France : 19 mai 2012 (Festival de Cannes 2012 - Un certain regard), 12 septembre 2012 (L'Étrange Festival), 13 février 2013 (sortie nationale)
  - Canada : 10 septembre 2012 (Toronto International Film Festival)
  -  Islande : 30 novembre 2012

## Distribution
- Caleb Landry Jones : Syd March
- Sarah Gadon : Hannah Geist
- Malcolm McDowell : Dr Abendroth
- Douglas Smith : Edward Porris
- Joe Pingue : Arvid
- Nicholas Campbell : Dorian
- Sheila McCarthy : Dev Harvey

## Distinctions

### Nominations
- 1 nomination

### Récompenses
- 2012 : meilleur premier film canadien au festival international du film de Toronto
- 2012 : Lune d'argent au festival international du film indépendant de Bordeaux